# 渡邊大輔 (シンガーソングライター)
渡邊 大輔（わたなべ だいすけ：別名義はwatanabe daisuke (NATURAL CURE)）は、日本のシンガーソングライター 。兵庫県出身。東京・渋谷在住。

## 概要
2002年2月、NATURAL CURE名義でシングル「ガールフレンド」でメジャー・デビュー後、シングル1枚、アルバム1枚をリリース。あがた森魚ライブツアー、青柳拓次らと共にドミニカ共和国レコーディング参加。2018年1月「さかあがりがーる (feat. itoken, 藤原マヒト & 桜井芳樹)」発表。

## 活動略歴
- 1994年
  - ジャズ・ファンクバンド「Februarys（フェブラリーズ）」結成。 渋谷CLUB QUATTRO等に出演、テレビ朝日「えびす温泉」Weeklyチャンピオンバンドに冠される。
- 1996年
  - 2月 渋谷CLUB QUATTROでのライブを最後に、Februarys解散。
  - 6月 ロックバンド「NATURAL CURE（ナチュラル・キュア）」を結成。渋谷CLUB QUATTRO、原宿RUIDO、 恵比寿ギルティ等のライブハウス出演。
- 1997年
  - 7月 池袋サンシャイン劇場「LOVE&80ARTISTS」阪神復興支援ライブにてグランプリ・最優秀アーティスト賞受賞。
  - 8月 渋谷CLUB QUATTRO・ポニーキャニオン主催「and go!」で嶋野百恵、餓鬼レンジャー、Due Tess Parlour、bice、シュガーフィールズと共演。
  - 東京・中目黒の音楽事務所「Bauhaus」所属。
- 1999年
  - 4月 「NATURAL CURE」解散、所属事務所を離れソロ活動開始。
- 2000年
  - ソニー・ミュージックパブリッシングにて専属作家（作詞・作曲）として活動。
- 2001年
  - 池袋シネマロサ・ライブインロサレーベルに所属。
- 2002年
  - 2月14日「NATURAL CURE」1stマキシシングル「GIRL FRIEND」（ユニバーサルミュージック）[1]にてメジャー・デビュー。
  - 6月26日「NATURAL CURE」2ndマキシシングル「海へはしろう」[2]リリース、全国タワーレコード J-POP ウィークリーシングルチャート『第11位』にランクイン。テレビ東京「音楽的流行」等出演。
  - 12月 函館港イルミナシオン映画祭、あがた森魚ライブにギター/コーラスで参加。
- 2003年
  - 2月14日「NATURAL CURE」1stアルバム「LOVE LETTER」[3]リリース。
  - 2006年まで毎月第4水曜17:00-18:00、かわさきFMレギュラー番組「RADIO NATURAL CURE」ラジオパーソナリティ担当。
- 2004年
  - 2009年まで日比谷野外小音楽堂 フリーコンサート「MUSIC FREAK」開催。
  - 「あがた森魚 LIVE TOUR 2004」にギター/コーラスで参加。
- 2005年
  - あがた森魚 アルバム『ギネオベルデ（青いバナナ）』青柳拓次プロデュースドミニカ共和国・サントドミンゴ録音盤の海外レコーディングに参加。
  - 2006年まで 藤原マヒトプロデュースによる2ndアルバム「Beautiful Songs」制作（未発表）。
- 2018年
  - 1月 シングル「さかあがりがーる (feat. itoken, 藤原マヒト & 桜井芳樹)」配信開始。
  - 5月 シングル「白昼夢のために (feat. itoken, 藤原マヒト & 桜井芳樹)」配信開始。音楽プロデューサー平野伸彦（ex.Highest Region、sesame）等と新作制作開始。
  - 8月 インディーズレーベル「m and h records」設立。

## ディスコグラフィー

### スタジオ・アルバム
- 「LOVE LETTER」NATURAL CURE（ユニバーサルミュージック POCE-2091）
- 「Beautiful Songs」watanabe daisuke(Natural Cure)（未発表）

### シングル
- 「ガールフレンド」NATURAL CURE（ユニバーサルミュージック POCE-2038）
- 「海へはしろう」NATURAL CURE（ユニバーサルミュージック POCE-2076）

### ライブ・アルバム
- Mixture In Underground 1999 Vol.2 （吉祥寺Star Pine's Cafe 1999年）

### コラボレーション・アルバム
- あがた森魚（コーラス参加作品）青柳拓次プロデュース 「ギネオベルデ（青いバナナ）」（BRIDGE ROUTE-1 2005年）

### 非売品レコード・CD・ファイル
- 函館港イルミナシオン映画祭限定「函館おみやげセット」深川栄洋監督「自転少年」テーマソング（コーラス参加作品） "「函館ムービィBoX-ing」森部電鉄mix"（永遠製菓 2003年）

### 映像作品（主演）
- 伊藤さんに会いに行く（佐々木誠 2001年）2001.11.30-12.2北海道函館港イルミナシオン映画祭 「誠組＋渡邊」初のインディーズ映画「伊藤さんに会いに行く」上映

## メディアでの紹介
- 2004年
  - 12月1日 朝日新聞「aiai」関西版
  - 12月3日 朝日新聞関西版
  - 12月7日 神戸新聞